# クズネツォフ NK-32

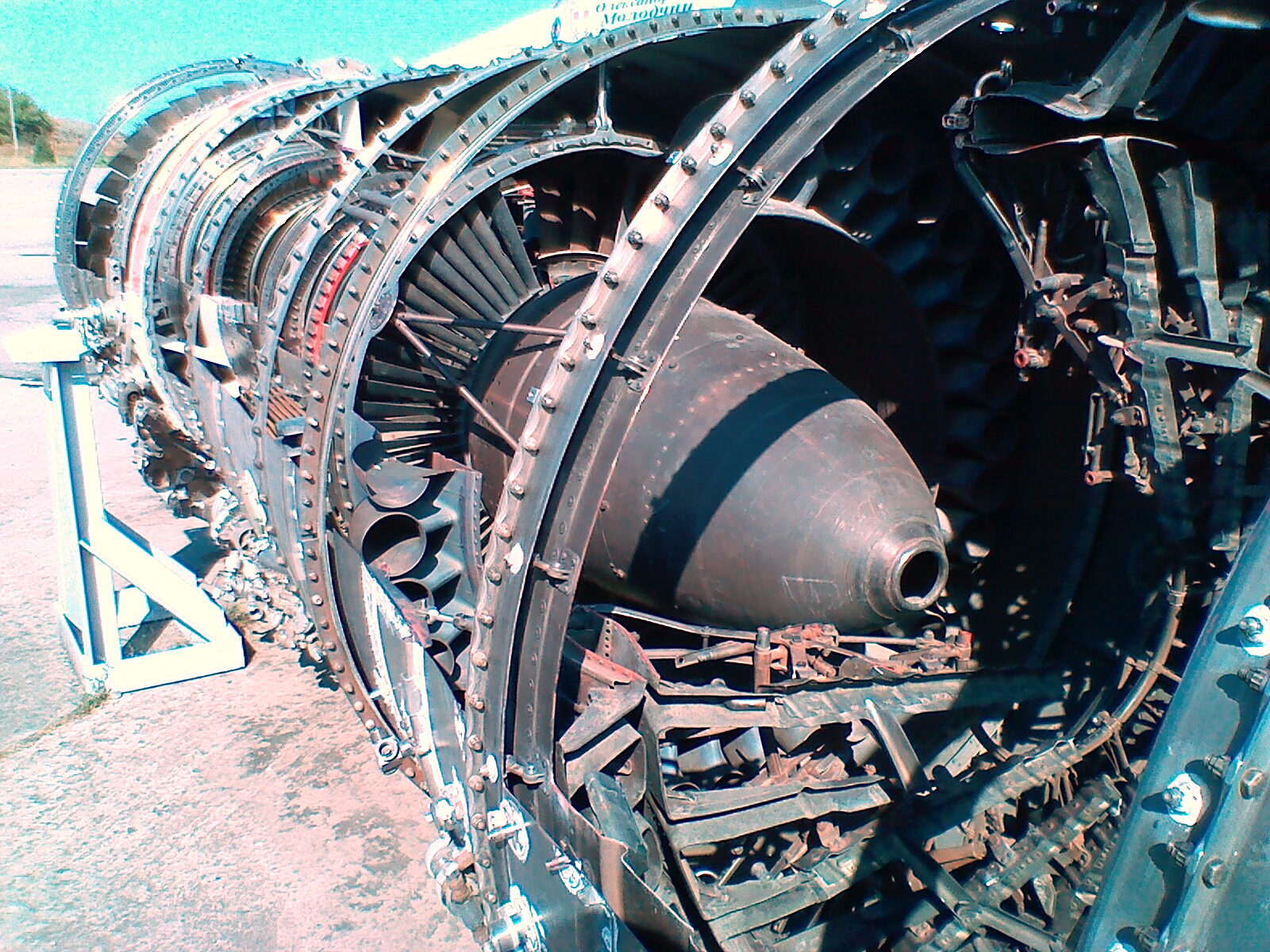

クズネツォフ NK-32はロシア連邦のN・D・クズネツォフ記念サマーラ科学技術複合が開発した低バイパスターボファンエンジンである。NK-32は軍用エンジンとしてはもっとも大きく推力の高いエンジンである。またNK-32は、レーダーや熱紋を低減するための設計が行われた世界初の量産型エンジンの一つである。

## 概要

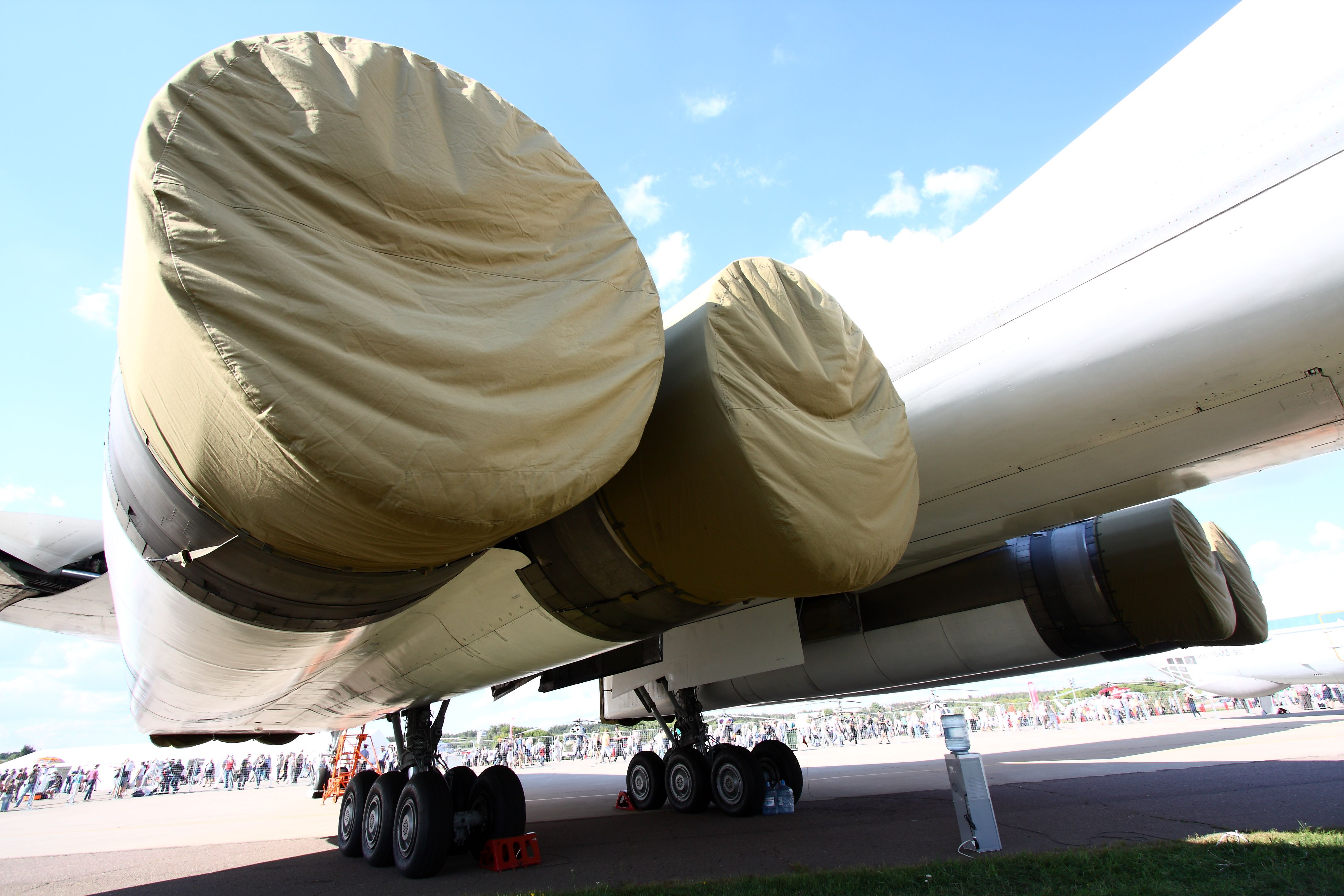
Tu-160に搭載されたNK-32

NK-32はNK-25をベースにTu-160爆撃機向けに開発されたエンジンである。圧縮機は3段階のファンを有し、低圧3段・高圧7段の軸流圧縮機となっている。最小の反射を提供し、エンジンの可視性を低減するために圧縮機の最初の段にレーダーを低減する工夫がなされている。圧縮機のブレードは、ニッケル合金、チタン、鋼で作られ、圧縮機の重さは365kgである。カン型の燃焼室、インジェクタは無煙燃焼と安定した温度条件を提供するように設計される。タービンは1,000mm径、1,357℃のガス制動温度を持つ高圧段と単結晶で作られた1つの中間段と2段の低圧段で構成される。
開発は1977年に始まり、1984年より量産が開始され、1993年に生産を終了した。1996年にはNK-321が開発されTu-144LLに搭載され1996年から1999年にかけて飛行試験を実施している。

### NK-32-2の開発と生産再開
NK-32は1993年に生産を終了したが、この生産終了によってエンジンの異常振動問題に加えて予備部品の不足に悩まされることとなった。特に予備部品の不足については問題となり2011年にはロシア空軍におけるTu-160の保守が失敗したと報告されている。そのため製造元であるクズネツォフでは問題点の改良を行ったNK-32シリーズ2のベンチテストを2006年に終え、2008年には、既存のNK-32シリーズ1をNK-32シリーズ2に改造するための文書を開発、信頼性と経済性を向上させるためにこれらの改良を2009年から実施する予定とした。改良はエンジンのコアに関連しており、NK-37ガスタービンに適用されるいくつかの構造的および技術的要素を適応すべきであるとしていた。
2010年10月、クズネツォフは生産体制の近代化によって2013年よりNK-32の納入を開始する計画を明かした。
2012年5月、クズネツォフはCIAMの温度チャンバにおいて改造されたガス発生器の試験が行われているとし、38基のNK-32エンジンが第2段階の国家試験のため製造されたと発表した。作業はサマーラ国立航空宇宙大学と共同で行われ、空力的な改善により、ブレードユニットのガス動特性が大幅に向上したという。またタービン入り口温度は1,750Kに向上した(NK-32の国家試験の第1段階では1,635K)。
2014年3月、当初の予定より3年遅れ2016年に5基(試験用のエンジン1基と量産エンジン4基)の試験を行うことが発表された。同年7月には重ねて2016年には生産を再開できる目処が立っているとした上でGPV-2020より80億ルーブルが支出されることが決まっており、2014年中に新たなエンジン試運転台その他の設備が導入されると発表された。
2016年2月にはユーリ・ボリソフ副国防相はクズネツォフを訪問し5基(試作1基と量産型4基)のエンジンが納入されるべきであると発言し、同年7月、最初のエンジンが2016年末までにデリバリーされると報じられた。
2017年7月18日、クズネツォフのプレスサービスは最初のバッチのエンジンを組み立てていると述べ、年末までに5基のエンジンを受け取ることが報告された。9月にはNK-32の新しいテストスタンドにおいて最初のエンジンの試験が行われた。このテストスタンドは自動化技術を導入しており、サイクルタイムを短縮しかつ製品の品質を向上させることができる。同テストスタンドは2015年末に改築が始まり、2016年12月には完成した。10月にはベンチテストが開始され、セルゲイ・パヴリニッチ氏は量産準備が整っていると説明した。
2018年6月2日、統一エンジン製造会社は最初のバッチのロシア国防省への配備の準備が整っており、今年顧客に移管される予定と報じた。現在企業の準備状況を決定するためにベンチテストを受けており、製品の一部は、テストの完了後に顧客に出荷する準備ができているという。同社の代表はNK-32-02の生産再開により新製品の製造だけでなく、将来のメンテナンスまで幅広い展望を開くとができると強調しリソースは数十年と推定されると述べた。同社によるとNK-32-02の生産は徐々に増加して2020年までにクズネツォフの主要製品となり、将来エンジンの全ラインを作り出すための基礎として役立つと述べている。
2018年10月16日、クズネツォフは4基のNK-32-02エンジンの供給契約が完了し、新たに22基の供給契約を結んだ。

### PAK DA向けエンジン
PAK DAに搭載するために開発が進められている。圧縮機とタービンディスクに全ロシア軽合金研究所(VILS)が認定する高強度・高耐熱粒状ニッケル合金VV752PとVV753Pを使用する。
2014年8月、Oboronexpo-2014においてUECの代表はPAK DA向けのエンジンとしてNK-32-2に基づいた新しいエンジンが作られると発言、同年11月7日にプロトタイプが最初のベンチテストを完了したことが報告された。12月にはUECのヴラディスラフ・マサロフ氏はPAK DAのエンジン開発のため320億ルーブルの総予算で契約を結んでいると発言した。
2017年7月、エンジンの設計草案が完成・承認され、設計文書を作成する段階にあることが報告された。同年10月6日、クズネツォフのマネージングディレクターのセルゲイ・パヴリニッチ氏はPAK DAのためのエンジンの作業は計画通りに進んでいると述べた。
2018年10月1日、国家調達のウェブサイトにおいて、クズネツォフがPAK DA用エンジンの開発作業のための入札を行ったことが明らかとなった。入札によれば、エンジンの電子システム（メインおよびサブ）は、30時間続く飛行の性能確保を含む、製品およびシステムの状態の予測を提供する必要があり、燃料供給システムおよび油圧・機械式システムのユニットは0に近い値から2.7Gまでの負の過負荷で動作しなければならない。またマイナス60度からプラス50度の温度でも使用でき、12年の耐用年数を持ち、21年間に拡張できる可能性が必要とされている。

## 型式
NK-32
基本型
NK-32-1
Tu-144LL向け派生型。
NK-32 シリーズ2（NK-32M、NK-32 Tier 2）
ガス発生器(エンジンコア)をNK-32シリーズ1より派生した地上設置型のNK-37をベースとして、寿命を延長、信頼性向上と10%の燃費改善を実現した改良型。2006年に試験の終了が報告された。
PAK DA向け派生型
ツポレフが開発している次世代爆撃機PAK DA(Izdeliye 80)に搭載するためNK-32シリーズ2をベースに開発中のエンジン。2016年のUACの年次報告書によると推力は23トン。
NK-34
A-40に搭載するため1990年から1992年にかけて計画されていた高バイパスターボファン型。推力は15トンを予定していた。
NK-23D
エンジンコアをベースに開発中の高バイパスターボファン型。An-124重輸送機に搭載されているD-18Tの代替用として2019年までに完成予定。2015年のCIAMの会議で提示された資料によると想定スペックは離陸推力が高度11km速度マッハ0.75時に24トン、バイパス比は5.4、燃料消費率は5トン推力時に0.565 kg/(kg・ h)となるとされる。
NK-65
エンジンコアを流用し開発されていた18-30トン級ギヤードターボファン型。NK-93プロップファンの開発経験を利用して開発が進められ、近代化されたAn-124への搭載を目指していたが、頓挫し設計はPD-30に引き継がれた。
NK-65(旧称PD-30)
NK-65の設計を発展させて開発されているギヤードターボファン型。Il-106輸送機や中国・ロシアで共同開発されるCOMAC C929/C939ワイドボディ旅客機への搭載候補となっていたがPD-35に敗れている。後に推力29.5トンのNK-65と推力35トンのNK-35R-32に計画が分かれている。
NK-74
Tu-160の近代化用に計画されていた型。推力27,000kg。

### ガスタービン型
NK-36ST
NK-32をベースとした地上設置のガスタービン型で出力26.5MW。高い信頼性、高い効率、改善された技術的特性が特徴で、NOxの排出量を標準の150mg/m3以下の120mg/m3に削減した。エンジンには公差システムが装備されており、コントロール、保護および警報システム、オートスタート、稼働中のエンジンのパラメータの誤動作および偏差の検出を提供する。また防氷システムにより悪天候下での作業が可能。モジュラー設計により、輸送および設置作業を容易で、圧縮機ステーションの状態でモジュールを交換することが可能である。また天然ガスや液体燃料での動作が保障されている。
NK-37/NK-37ST
NK-36STの燃料ガスの圧力を高めた改良モデル。排ガス中の濃度は、NOxが30ppm、COが100ppm。
NK-361
天然ガスで動作するガスタービン型。GT1型ガスタービン機関車に搭載される。出力は11,284馬力。

## 搭載
- Tu-160
- Tu-144LL
- Yak-43（計画のみ）
- Tu-22M3M、Tu-22M3 LL3、Tu-22M4（LL3は実験用、M4は計画のみ[39]、Tu-22M3MもNK-25よりNK-32-02に換装予定であったが[40]、実現はしなかった)

このほか、ロゴージン副首相はNK-32-02が超音速民間航空機に使用される予定であると発表している。

## 仕様

### NK-32
一般的特性
- 形式: アフターバーナー付き3軸低バイパスターボファンエンジン
- 全長: 6,000 mm (20 ft)[42]
- 直径: 1,460 mm (4.79 ft)[42]
- 乾燥重量: 3,400 kg (7,500 lb)[42]

構成要素
- 圧縮機: ファン3枚10段軸流圧縮機 (低圧3段・高圧7段)
- 燃焼器: アニュラ型
- タービン: 1段低圧・2段高圧

性能
- 推力: 巡航: 14,000 kgf (31,000 lbf, 137 kN)[43]アフターバーナー: 25,000 kgf (55,000 lbf, 245 kN) [43]
- 全圧縮比（英語版）: 28.4[42]
- バイパス比: 1.4[42]
- タービン入口温度: 1630 K （1357 °C）
- 燃料消費率: (超音速) 1.70 kg/kgf/時[44](亜音速): 0.72-0.73 kg/kgf/時[44]
- 推力重量比: 7.35 Kgf/kg

### NK-36ST
出典
出力: 25,000kW
燃焼ガス消費量: 5,163kg/h
ローター回転数:	5,000rpm
排気ガス温度:	698K
効率: 36.5％
重量: 8,690 kg。
長さ: 6,000 mm
直径: 2,300 mm
寿命: 45,000時間
燃料: 天然ガス

### NK-37
出典
出力: 25,000 kW
燃焼ガス消費量: 5,255kg/h
排気ガス流量: 38kg/h
50ヘルツの周波数における出力軸の回転速度: 3,000回転/分
排気温度: 727K
効率: 36.4%
重量: 9,840kg
長さ: 6,300mm
直径: 2,200mm
寿命: 100,000時間
燃料: 天然ガス